# Piz Ravetsch
Der Piz Ravetsch ist ein Berg im Gotthardmassiv.
Der Piz Ravetsch ist 3007 m ü. M. hoch und liegt auf dem Gebiet der Bündner Gemeinde Tujetsch zwischen dem Val Maighels im Westen und dem Val Curnera im Osten.

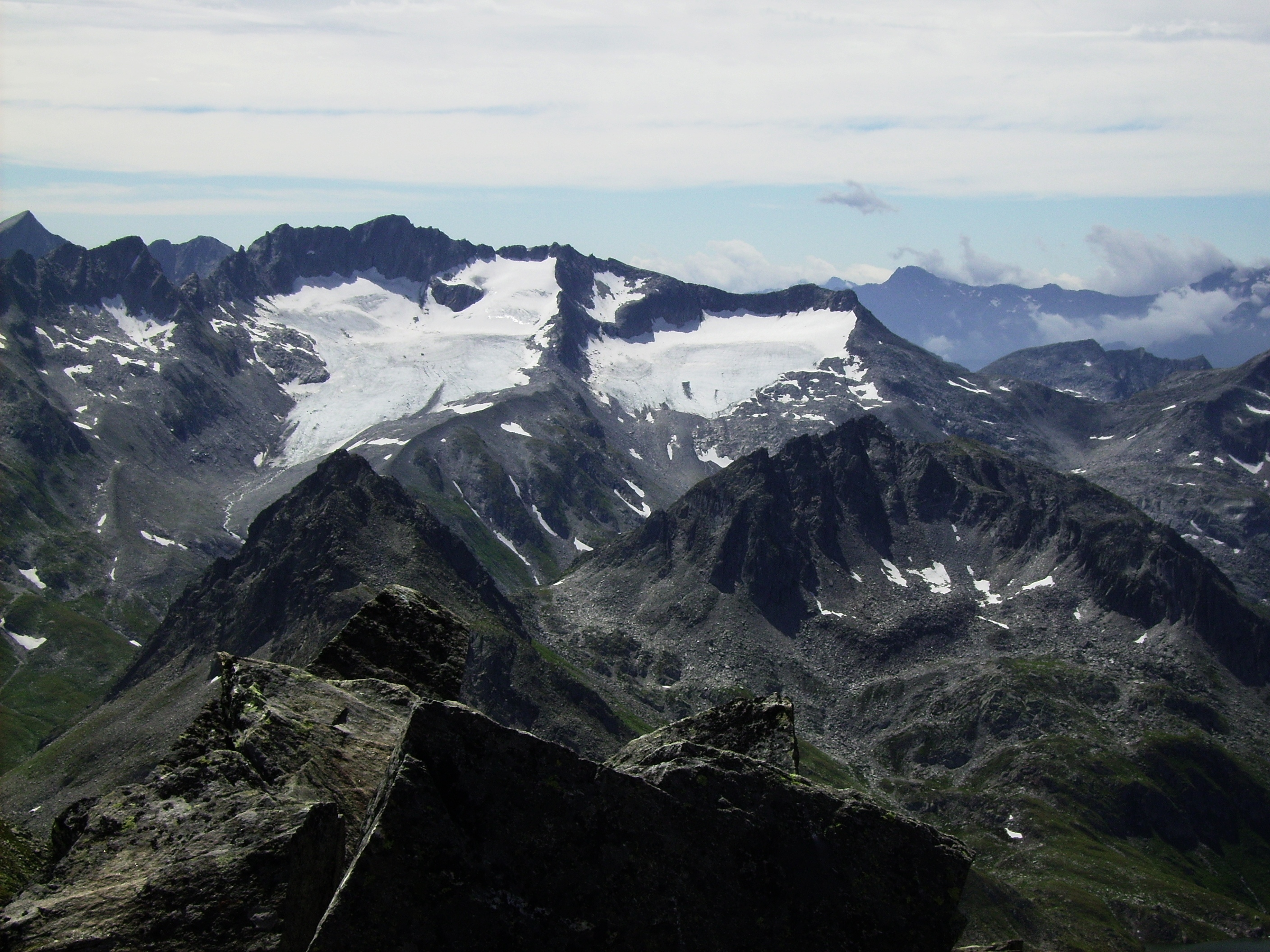
Piz Ravetsch (links der Bildmitte) im Sommer mit Maighelsgletscher

Knapp 400 Meter südwestlich des Gipfels befindet sich die Spitze des Piz Borel, etwas mehr als 100 Meter weiter südwestlich der Alpenhauptkamm mit der Kantonsgrenze zum Tessin.

An den Nordwestflanken von Piz Ravetsch und Piz Borel befindet sich der Maighelsgletscher.